# Bắc Ngụy Hiếu Văn Đế
Bắc Ngụy Hiếu Văn Đế (chữ Hán: 北魏孝文帝; 13 tháng 10 năm 467 – 26 tháng 4 năm 499), tên húy lúc sinh là Thác Bạt Hoành (拓拔宏), sau đổi thành Nguyên Hoành (元宏), là hoàng đế thứ bảy của triều đại Bắc Ngụy trong lịch sử Trung Quốc.
Hiếu Văn Đế thi hành một chính sách Hán hóa mạnh mẽ, có ý định tập trung hóa chính quyền và để có thể dễ dàng cai trị một nhà nước đa sắc tộc. Các chính sách này bao gồm cả việc ưu tiên yếu tố Hán trong thẩm mỹ nghệ thuật cũng như buộc các cư dân phải nói tiếng Hán và mặc Hán phục. Ông buộc những đồng bào Tiên Ti của mình cùng những người Hồ khác phải nhận họ người Hán, và đổi họ của hoàng tộc từ Thác Bạt sang Nguyên. Ông cũng khuyến khích hôn nhân dị chủng giữa người Tiên Ti và người Hán.
Năm 494, Hiếu Văn dời kinh đô Bắc Ngụy từ Bình Thành (平城, nay thuộc Đại Đồng, Sơn Tây) đến Lạc Dương, một trung tâm quan trọng trong lịch sử Trung Quốc. Việc dời đô phản ánh một sự thay đổi chiến thuật từ phòng thủ chủ động sang phòng thủ thụ động trước Nhu Nhiên. Khi kinh thành di chuyển về Lạc Dương, tầng lớp quân sự ưu tú vẫn tập trung tại cố đô, mở rộng sự khác biệt giữa chính quyền và quân đội. Cư dân tại cố đô vẫn rất bảo thủ, trong khi cư dân tại Lạc Dương lại hăm hở hơn nhiều trong việc chấp nhận các chính sách Hán hóa của Hiếu Văn Đế. Các cải cách của ông vấp phải sự phản kháng từ tầng lớp ưu tú Tiên Ti. Năm 496, có hai âm mưu của các quý tộc Tiên Ti, một tập trung quanh Thái tử Nguyên Tuân, và một tập trung quanh một họ hàng xa là Nguyên Di (元頤). Năm 497, Hiếu Văn Đế phá tan các âm mưu và buộc Thái tử phải tự vẫn.
Chinh sách Hán hóa của ông cũng có nhược điểm, ông áp dụng hệ thống phân tầng xã hội của nhà Tấn, dẫn đến việc các quý tộc thiếu khả năng vẫn được đưa lên nắm quyền trong khi những người tài giỏi nhưng có thân phận thấp kém lại không có khả năng thăng tiến trong sự nghiệp. Hơn nữa, việc tiếp nhận văn hóa và nghệ thuật Hán với quy mô lớn của ông đã khiến các quý tộc Tiên Ti trở nên tham nhũng để họ có đủ khả năng sống như tầng lớp ưu tú người Hán, dẫn đến việc quản lý bị xói mòn hơn nữa.
Một trong các di sản lâu dài mà Hiếu Văn Đế để lại là việc thiết lập quân điền chế tại Trung Quốc, một hệ thống mà theo đó đất đai sẽ do chính quyền phân phát, hệ thống này tồn tại cho đến loạn An Sử vào giữa thời nhà Đường (618–907).

## Thời kỳ đầu
Thác Bạt Hoành sinh năm 467, khi đó phụ thân ông là Hiến Văn Đế Thác Bạt Hoằng chỉ mới 13 tuổi, và còn chưa tự mình cai trị, việc triều chính khi đó nằm dưới quyền nhiếp chính của Phùng thái hậu. Thác Bạt Hoành là con trai cả của Hiến Văn Đế. Mẹ ông là Lý phu nhân, bà là con gái của Lý Huệ, một viên quan bậc trung lúc bấy giờ, và Lý Huệ là một huynh đệ của mẹ đẻ Hiến Văn Đế. Phùng thái hậu chấm dứt việc nhiếp chính và trả lại quyền lực cho Hiến Văn Đế sau khi Thác Bạt Hoành chào đời, bà dành thời gian của mình để nuôi dưỡng Thác Bạt Hoành. Năm 469, khi mới hai tuổi, Thác Bạt Hoành được lập làm thái tử. Cùng năm đó, Lý phu nhân qua đời, mặc dù sử sách không mô tả vì sao song có vẻ như bà đã bị buộc phải tự sát theo đúng truyền thống hoàng gia Bắc Ngụy (nhằm hạn chế sự can dự của ngoại thích), cả hoàng cung than khóc cho cái chết của bà.
Năm 471, Hiến Văn Đế, người ủng hộ các triết lý Đạo giáo và Phật giáo, đã chán ngán với ngôi vị và tính đến việc nhường ngôi cho thúc phụ Thác Bạt Tử Thôi (拓拔子推). Tuy nhiên, sau khi hầu hết các đại thần phản đối, Hiến Văn Đế vẫn quyết định nhường ngôi, song là cho Thái tử Hoành. Thái tử Hoành lên ngôi, trở thành Hiếu Văn Đế, còn Hiến Văn Đế lấy tước hiệu là Thái thượng hoàng. Tuy nhiên, do Hiếu Văn Đế vẫn còn nhỏ tuổi, Hiến Văn Đế vẫn tiếp tục giữ quyền kiểm soát trên thực tế đối với các vấn đề quan trọng. Khi cần một tiền tuyến chống lại Nhu Nhiên, đích thân Thái thượng hoàng đã tiến hành chiến dịch quân sự, trong khi để các trọng thần ở lại kinh đô Bình Thành với Hiếu Văn Đế.
Năm 476, Phùng thái hậu ám sát Hiến Văn Đế do bực bội trước việc Hiến Văn Đế ban tội chết cho người tình Lý Dịch (李奕) của bà vào năm 470. (Hầu hết các sử gia, bao gồm Tư Mã Quang, tin rằng bà đã hạ độc ông, song một phiên bản khác ghi lại khi Hiến Văn Đế đến cung của bà để thỉnh an, bà đã bắt và làm ông ngạt thở.) Phùng thái hậu trở thành người nhiếp chính của Hiếu Văn Đế và mang tước hiệu Thái hoàng thái hậu.

## Phùng Thái hoàng thái hậu nhiếp chính
Sau khi Phùng thái hoàng thái hậu quay trở lại nhiếp chính, bà đã trở nên độc đoán hơn trước, song lại anh minh trong giải quyết vấn đề và có cách sống thanh đạm. Bà là người có học thức cao, cũng giỏi về toán học. Tuy nhiên, bà tín nhiệm một vài hoạn quan và cho phép họ can dự vào việc chính sự. Hơn nữa, bà lại thăng chức quá cao cho những người tình của mình là Vương Duệ (王叡) và Lý Xung (李沖). Mặc dù cả hai người này đều là quan có tài, song việc thăng chức cho họ không tương xứng với tài năng và những đóng góp của họ cho quốc gia. Bà cân bằng danh tiếng của mình bằng cách cũng thăng chức cho một số quan không phải là người tình của mình. Do lo ngại rằng mình sẽ bị chỉ trích vì hành vi được cho là vô đạo (có người tình), bà trừng phạt nghiêm những người mà bà nhận thấy đang chỉ trích hoặc có hành vi nhạo báng tư cách đạo đức của bà, bao gồm cả việc xử tử. Một trong các nạn nhân của bà là Lý Hân (李訢) [là một trong những người đã khiến người tình Lý Dịch (李奕) trước đây của bà bị xử tử], bà ra lệnh giết Lý Hân vào năm 477. Lo ngại rằng gia tộc của mẫu thân Hiếu Văn Đế sẽ cố đoạt lấy quyền lực, bà vu cáo ngoại tổ phụ của Hiếu Vũ Đế là Nam quận vương Lý Huệ (李惠) phạm tội phản nghịch vào năm 478 và thảm sát ông cùng với gia tộc. Bà dường như đẩy nhanh chính sách Hán hóa, trong đó bao gồm cả vấn đề phân tầng xã hội, bà ban một chiếu chỉ vào năm 478, trong đó quy định người dân hãy kết hôn theo tầng lớp xã hội của họ.
Năm 479, ở phương nam, sau khi Tiêu Đạo Thành đoạt ngôi nhà Lưu Tống và lập ra triều đại Nam Tề, Bắc Ngụy ủy thác cho Đan Dương vương Lưu Xưởng (劉昶) đi đánh Nam Tề (người này là một thân vương của Lưu Tống song chạy trốn đến Bắc Ngụy vào năm 465, Bắc Ngụy hứa hẹn sẽ ủng hộ Lưu Xưởng tái lập Lưu Tống). Tuy nhiên, Lưu Xưởng không hoàn thành nhiệm vụ, và ông ta không bao giờ có thể thu được nhiều vùng đất ở vùng biên giới để có thể làm bàn đạp tái lập Lưu Tống. Năm 481, chiến dịch kết thúc.
Cũng trong năm 481, hòa thượng Pháp Tú (法秀) cố gắng bắt đầu một cuộc tổng nổi dậy tại Bình Thành, song bị phát giác rồi bị bắt giết. Một số quan lại chủ trương xử tử tất cả các sư tăng Phật giáo, song Phùng thái hoàng thái hậu từ chối. Cũng trong năm đó, bà bắt đầu xây lăng tẩm cho mình tại Phương Sơn (方山), gần Bình Thành. Thái hoàng thái hậu chỉ thị rằng sau khi bà qua đời thì không cần thiết phải chôn bà cùng với Văn Thành Đế [Văn Thành Đế được chôn gần cố đô Thịnh Lạc (盛樂, nay thuộc Hohhot, Nội Mông)]. Sau đó, một bộ luật mới mà Thái hoàng thái hậu ủy thác cho Cao Lư (高閭) viết đã hoàn thành, bộ luật có 832 mục, 16 mục quy định về hình phạt tru di gia tộc, 235 mục quy định về hình phạt xử tử cá nhân, và 377 mục quy định về các hình thức trừng phạt khác.
Thời gian trôi qua, Hiếu Văn Đế trưởng thành hơn, ông từng bước nắm giữ được nhiều quyền lực hơn. Một khoảng thời gian nào đó trong quá trình chuyển giao này, Thái hoàng thái hậu đã trở nên lo sợ về khả năng của ông và do đó đã giam giữ Hiếu Văn Đế và tính đến việc phế truất ông rồi đưa hoàng đệ là Thác Bạt Hi (拓拔禧) lên thay, song sau khi được các thân cận thuyết phục, Thái hoàng thái hậu không thực hiện việc này. Mặc dù Phùng thái hoàng thái hậu chưa từng chính thức trao trả lại quyền lực cho ông, song đến khoảng năm 483 thì ông đã hoàn toàn thật sự kiểm soát triều chính, còn Thái hoàng thái hậu vẫn tiếp tục giữ lại quyền lực đáng kể. Theo lệnh của bà vào năm đó, sau khi Lâm quý nhân sinh hạ người con trai đầu lòng cho Hiếu Văn Đế, tức Thác Bạt Tuân, quý nhân đã bị buộc phải tự vẫn theo phong tục của hoàng tộc Bắc Ngụy. Thái hoàng thái hậu nuôi dưỡng Thác Bạt Tuân. Năm 485, sau khi Hiếu Văn Đế phong vương cho các hoàng đệ, Thái hoàng thái hậu lập học đường để giảng dạy cho các thân vương này. Năm 486, có lẽ là một dấu hiệu của quá trình Hán hóa và để biểu dương quyền lực, Hiếu Văn Đế bắt đầu mặc Hán phục dành cho hoàng đế, bao gồm một long bào. Do Hiếu Văn Đế được Phùng Thái hoàng thái hậu nuôi dưỡng, ông cũng trở nên rất gần gũi với gia đình một người anh của bà là Phùng Hi (馮熙). Trong một thời gian ngắn, ông đã lấy hai con gái của Phùng Hi làm phi tần, song một trong hai người đã sớm qua đời vì bệnh tật, và người còn lại, quý nhân Phùng Nhuận, cũng bị bệnh nặng và đã được đưa trở lại nhà phụ thân, tại đây bà đã trở thành một ni cô.
Việc chia sẻ quyền lực giữa Thái hoàng thái hậu và Hoàng đế có thể thấy được trong một sự cố vào năm 489, khi đó các hoàng đệ của Văn Thành Đế là Nhữ Âm Linh vương Thác Bạt Thiên Tứ (拓拔天賜) và Nam An Huệ vương Thác Bạt Trinh (拓拔楨) bị cáo buộc phạm tội tham nhũng, một tội sẽ bị xử tử. Phùng thái hoàng thái hậu và Hiếu Văn Đế cùng triệu tập một hội nghị để thảo luận về sự trừng phạt dành cho họ. Thái hoàng thái hậu mở đầu với câu hỏi dành cho các đại thần, "Các ngươi có cho rằng chúng ta nên chú ý đến các mối quan hệ gia đình và phá tan luật pháp, hay bỏ các qua mối quan hệ gia đình và làm theo luật pháp?" Các đại thần phần lớn đều xin tha mạng cho hai vị thân vương. Sau khi Phùng Thái hoàng thái hậu im lặng, Hiếu Văn Đế nói rằng: "Những gì hai vị thân vương phạm phải là không thể tha thứ, song Thái hoàng thái hậu xét theo tình huynh đệ của Cao Tông miếu hiệu của Văn Thành Đế]. Hơn nữa, Nam An vương là người con hiếu thảo với mẫu thân của mình. Do đó, hai người sẽ được tha tội chết, song họ sẽ bị tước bỏ quan tước, bị giáng xuống làm thường dân."
Năm 490, Phùng thái hoàng thái hậu qua đời, bà được chôn cất với vinh dự cao quý. Hiếu Văn Đế đau buồn đến mức ông đã không thể ăn uống trong suốt năm ngày, và sau đó tiến hành ba năm để tang bà, bất chấp thỉnh cầu của các đại thần rằng ông nên rút ngắn thời gian để tang để phù hợp với các quy tắc mà Hán Văn Đế đặt ra khi xưa.

## Thời kỳ đầu toàn quyền trị vì
Sau khi Phùng Thái hoàng thái hậu qua đời, Hiếu Văn Đế không chỉ tiếp tục chiến dịch Hán hóa mà còn thực hiện nó một cách nghiêm túc hơn, thay đổi luật pháp và phong tục của chính quyền Bắc Ngụy để phù hợp với người Hán, đặc biệt là Khổng giáo. Ông tìm kiếm những người anh em họ của mẫu thân Lý phu nhân (huynh đệ ruột và phụ thân của Lý phu nhân đã bị xử tử trước đó) và ban cho họ các tước quan tương đối thấp, sau đó, ông lại rút lại các phần thưởng này. Vì thế, ông bị chỉ trích vì ông đã đối xử quá tử tế với gia tộc họ Phùng, trong khi lại không đối đãi xứng đáng với gia tộc họ Lý.
Năm 492, phù hợp với truyền thống khi thay đổi triều đại, Hiếu Văn Đế giáng cấp nhiều thân vương trong đất nước, theo đó thì ngoại trừ những người là hậu duệ của Đạo Vũ Đế, những người còn lại sẽ bị giáng xuống tước công, chỉ có hai ngoại lệ: Thượng Đảng vương Bạt Bạt Quan (拔拔觀) vẫn được giữa tước vương do có ông nội là Bạt Bạt Đạo Sinh (拔拔道生) đã có nhiều thành tích lớn lao cho vương triều; và một cựu thân vương của Lưu Tống là Đan Dương vương Lưu Xưởng, người này bị giáng làm Tề quận Khai Quốc hầu, song lại được ban một tước hiệu đặc biệt và không có quyền thừa kế là Tống vương.
Năm 493, Hiếu Văn Đế kết hôn với một người con gái của Phùng Hi là Phùng Thanh làm hoàng hậu.
Cũng vào năm 493, Hiếu Văn Đế lần đầu tiến hành chiến dịch chống Nam Tề, chiến dịch này được dự định là sẽ cho phép ông có thể dời đô từ Bình Thành về phía nam đến Lạc Dương, để tiếp tục chiến dịch Hán hóa của ông. Khi đến Lạc Dương vào cuối thu, ông ra lệnh tiếp tục tiến quân bất chấp mưa lớn, và sau đó, khi các quan Tiên Ti phản đối chiến dịch lại cố gắng một lần nữa để ngăn chặn ông, ông đề nghị một sự thỏa hiệp, theo đó kinh đô sẽ được chuyển về Lạc Dương và chiến dịch bị hủy bỏ, các quan đồng ý. Ông cũng giao phó các công việc thay đổi các lễ nhạc Tiên Ti sang lễ nhạc Hán cho Vương Túc (王肅), một người chỉ vừa mới đào thoát từ Nam Tề.
Năm 494, Hiếu Văn Đế trở lại Bình Thành, và vì một lý do nào đó, các cuộc thảo luận về việc dời đô về Lạc Dương lại nổ ra. Lúc này, phần lớn các quan Tiên Ti phản đối di dời, song Hiếu Văn Đế bác bỏ và tiếp tục di chuyển các bộ phận của triều đình đến Lạc Dương, nhưng vẫn duy trì một sự hiện diện khá đáng kể của triều đình tại Bình Thành, nơi này phục vụ như là một bồi đô. Để hạ bớt các lo lắng về việc dời đô từ Bình Thành về Lạc Dương sẽ gây ra tình trạng thiếu nguồn cung cấp ngựa và các gia súc khác, ông đã lệnh cho tướng Vũ Văn Phúc (宇文福) lập ra một mục trường rộng lớn tại Hà Dương (河陽, nay thuộc Tiêu Tác và Tân Hương, Hà Nam).

## Thời kỳ cuối toàn quyền trị vì
Cuối năm 494, lấy cớ Minh Đế Tiêu Loan cướp ngôi của chất tôn Tiêu Chiêu Văn), Hiếu Văn Đế đã chuẩn bị một chiến dịch lớn chống lại Nam Tề, xuất binh từ Lạc Dương vào tết năm 495. Ông ban đầu bao vây các trọng thành là Thọ Dương (壽陽, nay thuộc Lục An, An Huy) và Nghĩa Dương (義陽, nay thuộc Tín Dương, Hà Nam), song không thể dễ dàng chiếm được chúng, ông cũng thiếu quyết đoán trong các trận chiến chống quân Nam Tề. Đến cuối xuân năm 495, ông từ bỏ chiến dịch.
Trong mùa hè năm 495, Hiếu Văn Đế ban hành một số chiếu chỉ mà theo đó thì trang phục và ngôn ngữ Tiên Ti bị cấm, và người Tiên Ti phải mặc trang phục và nói tiếng của người Hán. (Miễn cho những ai trên 30 tuổi.) Vào mùa xuân năm 496, ông cũng ra lệnh cho người Tiên Ti phải đổi sang họ của người Hán, ông đổi họ của hoàng tộc (Thác Bạt) sang Nguyên. Ông cũng tăng cường sự phân tầng xã hội đã được tiến hành trong một thời gian trước đó, phong cho tám gia tộc Tiên Ti và năm gia tộc Hán vinh dự đặc biệt, và ra lệnh rằng tất cả các chức quan sẽ được ban dựa theo vị thế gia tộc, chứ không phải do tài năng, bất chấp sự phản đối mạnh mẽ từ Lý Xung. Các gia tộc được ban vinh dự đặc biệt gồm:
- Tiên Ti
  - Mục (穆), họ Tiên Ti trước đây là Khâu Mục Lăng (丘穆陵)
  - Lục (陸), họ Tiên Ti trước đây là Bộ Lục Cô (步六孤)
  - Hạ (賀), họ Tiên Ti trước đây là Hạ Lại (賀賴)
  - Lưu (劉), họ Tiên Ti trước đây là Độc Cô (獨孤)
  - Lâu (樓), họ Tiên Ti trước đây là Hạ Lâu (賀樓)
  - Vu (于), họ Tiên Ti trước đây là Vật Nữu Vu (勿忸于)
  - Hề (奚), họ Tiên Ti trước đây là Đạt Hề (達奚)
  - Uất (尉), họ Tiên Ti trước đây là Uất Trì (尉遲)
- Hán
  - Lư (盧)
  - Thôi (崔)
  - Trịnh (鄭)
  - Vương (王)
  - Lý (李)

Hiếu Văn Đế thậm chí còn bắt sáu hoàng đệ của mình phải giáng những chính thất hiện thời của họ làm thiếp, và lấy các con gái của những quan lại xuất thân từ năm gia tộc người Hán làm chính thất mới, một hành động bị các sử gia chỉ trích nặng nề.
Vào một thời điểm nào đó trước mùa thu năm 496, có lẽ do gợi ý của Phùng hoàng hậu, Hiếu Vũ Đế đã rước chị gái của bà là Phùng Nhuận quay trở lại hoàng cung. Phùng Nhuận cho rằng mình là chị gái nên không chịu kém cạnh Phùng hoàng hậu, bà ta bắt đầu tìm cách để làm suy yếu vị trí của em gái. Đến mùa hè năm 496, Hiếu Văn Đế phế truất Phùng hoàng hậu, Phế hậu sau đó đến Dao Quang tự (瑤光寺) và trở thành một ni cô.
Cũng trong mùa thu năm 496, Thái tử Nguyên Tuân do thấy không thích nghi được với các phong tục Hán hoặc do hoặc do thời tiết Lạc Dương quá nóng bức, đã âm mưu cùng những người ủng hộ chạy trốn về Bình Thành, có lẽ là nhằm lấy thành này để lấy thế đối đầu với phụ thân. Tuy nhiên, âm mưu của Thái tử đã bị phát giác, và Hiếu Văn Đế sau khi hỏi ý hoàng đệ là Hàm Dương vương Nguyên Hi (元禧), đã phế truất thái tử. Tuy nhiên, đã lại xuất hiện một âm mưu thứ hai, âm mưu lần này được tổ chức bởi các quan Mục Thái (穆泰) và Lục Duệ (陸叡), họ định nắm giữ vùng phía bắc để chống lại Hoàng đế. Tuy nhiên, một thúc phụ đằng xa của Hiếu Văn Đế là Nguyên Di (元頤) đã tiết lộ về âm mưu, những kẻ âm mưu phản nghịch đã dự định để Nguyên Di làm lãnh đạo của cuộc nổi loạn song ông chỉ giả vờ tham gia vào âm mưu của họ. Hiếu Văn Đế cử một đội quân do Nguyên Trừng (元澄) chỉ huy tiến đến Bình Thành, dập tắt âm mưu trước khi nó bắt đầu thực sự diễn ra, Mục Thái và Lục Duệ bị xử tử.
Đến mùa xuân năm 497, Hiếu Văn Đế lập một con trai khác, Nguyên Khác, làm thái tử. Do tin lời quan Lý Bưu (李彪) rằng cựu thái tử Tuân vẫn đang âm mưu nổi loạn, Hiếu Văn Đế đã buộc Nguyên Tuân phải tự vẫn. Vào mùa thu năm 497, Hiếu Văn Đế lập Phùng Nhuận làm hoàng hậu, và khi Cao quý nhân (mẹ đẻ của Nguyên Khác) qua đời sau đó, có tin đồn phổ biến rằng Phùng Hoàng hậu đã bí mật đầu độc bà để có thể nuôi dưỡng Nguyên Khác.
Cũng vào mùa thu năm 497, Hiếu Văn Đế đã mở một cuộc tấn công lớn khác vào Nam Tề, lần này quân Bắc Ngụy tập trung vào Uyển Thành (宛城, nay thuộc Nam Dương, Hà Nam). Mặc dù Hiếu Văn Đế chiếm được Uyển Thành và Tân Dã (新野, cũng thuộc Nam Dương ngày nay), song các trận chiến phần lớn vẫn bất phân thắng bại. Trong lúc Hiếu Văn Đế vắng mặt, xảy ra có một cuộc xung đột lớn giữa Lý Xung và Lý Bưu tại kinh thành Lạc Dương, và Lý Xung sau khi bắt giữ Lý Bưu đã chết trong tức giận. Do việc này và hơn nữa là do Minh Đế qua đời vào mùa thu năm 498, Hiếu Văn Đế đã không thể tiếp tục chinh phục một đất nước đang để tang hoàng đế của mình, ông đã chấm dứt chiến dịch vào mùa thu năm 498. Tại thời điểm đó, bản thân Hiếu Văn Đế lâm bệnh, vì thế ông ủy thác các công việc quan trọng cho hoàng đệ là Bành Thành vương Nguyên Hiệp (元勰), tuy nhiên, Hiếu Văn Đế sau đó đã hồi phục và có thể trở về Lạc Dương.
Tuy nhiên, trong khi Hiếu Văn Đế vắng mặt, Phùng Hoàng hậu đã bí mật dan díu với hầu cận là một tên thái giám giả hiệu Cao Bồ Tát (高菩薩). Cũng trong lúc Hiếu Văn Đế vắng mặt, Hoàng hậu đã cố buộc hoàng muội của ông là Bành Thành công chúa [có phu quân là Lưu Thừa Tự (劉承緒, con trai của Lưu Sưởng) đã chết trước đó] kết hôn với đệ của Hoàng hậu là Bắc Bình công Phùng Túc (馮夙), Bành Thành công chúa chạy trốn khỏi Lạc Dương và đến doanh trại của Hiếu Văn Đế, cáo buộc tội thông gian của Phùng Hoàng hậu. Khi Hiếu Văn Đế về đến Lạc Dương, ông đã bắt Cao Bồ Tát và phụ tá của Phùng Hoàng hậu là Song Mông (雙蒙) và thẩm vấn họ. Sau đó, ông cũng thẩm vấn cả Phùng hoàng hậu, và ông kết luận rằng bà đã thực sự phạm tội thông gian. Tuy nhiên, do không muốn gia tộc họ Phùng phải hổ thẹn, ông đã không phế truất bà, song không bao giờ nhìn mặt bà một lần nữa và cũng lệnh cho Thái tử Khác cũng làm như vậy. Ông nói rằng:
| “ | Hoàng hậu thất đức, nhưng thực tâm ta không muốn phế nàng, chỉ lo Phùng thái hậu nơi suối vàng thêm đau lòng. Truyền nhốt Phùng thị vào chốn lãnh cung. Nếu còn lương tri, nàng ta sẽ tự kết liễu đời mình | ” |

Mặc dù tình trạng sức khỏe suy yếu, Hiếu Văn Đế sau đó đã quyết định một lần nữa nam chinh để chống lại một chiến dịch trả đũa của tướng Nam Tề Trần Hiển Đạt (陳顯達). Hiếu Vũ Đế có thể đẩy lùi và đánh bại Trần Hiển Đạt, song ông qua đời khi đang tiến hành chiến dịch. Nguyên Hiệp (元勰) và Nguyên Trừng giữ bí mật về cái chết của ông có đến khi thi thể của ông được đưa trở lại Lạc Dương, sau đó cái chết của ông được thông báo. Nguyên Khác lên ngôi và trở thành Tuyên Vũ Đế. Theo di chiếu của Hiếu Văn Đế, Phùng Hoàng hậu bị buộc uống thuốc độc chết.

## Gia đình

### Hậu phi
- Phế Hoàng hậu Phùng thị, chất nữ của Văn Minh Phùng Thái hậu.
- U Hoàng hậu Phùng thị, em gái của Phế hậu.
- Quý nhân Cao Chiếu Dung, sau được truy tôn Chiêu Hoàng hậu (昭皇后).
- Quý nhân Lâm thị, từng được truy tôn Trinh Hoàng hậu (貞皇后).
- Quý nhân Viên thị.
- Phu nhân La thị.
- Phu nhân Lý thị.
- Tần Triệu thị.
- Tần Trịnh thị.
- Tần Vương thị.
- Tần Thôi thị.
- Tần Vi thị.
- Tần Lư thị.

### Con cái
Con trai
- Phế Thái tử Nguyên Tuân (元恂), Lâm quý nhân sinh
- Tuyên Vũ Đế Nguyên Khác (元恪), quý nhân Cao Chiếu Dung sinh
- Kinh Triệu vương Nguyên Du (元愉), Viên quý nhân sinh
- Thanh Hà Văn Hiến vương Nguyên Dịch (元懌), La phu nhân sinh
- Quảng Bình Vũ Mục vương Nguyên Hoài (元懷)
- Nhữ Nam Văn Tuyên vương Nguyên Duyệt (元悅), La phu nhân sinh
- Ẩn vương Nguyên Thiêu (元恌), Trịnh tần sinh

Con gái
- Nam Dương công chúa Nguyên Thị (元氏), trưởng nữ, gả cho Nam Tề Mạt Đế
- Lan Lăng công chúa (蘭陵公主), thứ nữ, gả cho Lưu Huy (劉輝)
- Hoài Dương công chúa (淮陽公主), tứ nữ, gả cho Ất Phất Viện (乙弗瑗)
- Trường Lạc công chúa Nguyên Anh (元瑛), gả cho Cao Mãnh (高猛)
- Hoa Dương công chúa (華陽公主), gả cho Tư Mã Phỉ (司馬朏)
- Tây Hà công chúa (西河公主), gả cho Tiết Hồng Tộ (薛洪祚)
- Thuận Dương công chúa (順陽公主), gả cho Phùng Mục (馮穆)
- Thủy Bình công chúa (始平公主), minh hôn (làm lễ kết hôn với một người đã chết) với Mục Bình Thành (穆平城)
- Tế Nam công chúa (濟南公主), gả cho Lư Đạo Kiền (盧道虔)
- Nghĩa Dương công chúa (義陽公主), Triệu tần sinh, gả cho Lư Trọng Huấn (盧仲訓)
- Cao Bình công chúa, gả cho Cao Triệu (高肇)